# Râul Potoci (Potoci)
Râul Potoci este un curs de apă, afluent al râului Bistrița în zona lacului de acumulare Izvorul Muntelui. 
Există un alt râu Potoci tot afluent al Bistriței în zona localității Tarcău.

## Hărți
- Harta Munții Neamțului - Stânișoara  Arhivat în 22 iulie 2011, la Wayback Machine.